# Вільялако
Вільялако (ісп. Villalaco) — муніципалітет в Іспанії, у складі автономної спільноти Кастилія-і-Леон, у провінції Паленсія. Населення — 71 особа (2010).
Муніципалітет розташований на відстані близько 200 км на північ від Мадрида, 27 км на північний схід від Паленсії.

## Демографія
Динаміка населення (INE ):